# Athanasios Vafeidis

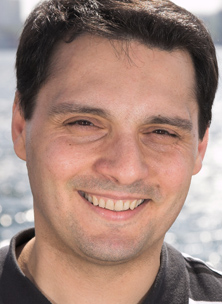
Athanasios Vafeidis

Athanasios Vafeidis (* 14. Februar 1969 in Athen) ist ein griechischer Geograph und Hochschullehrer.

## Wissenschaftliche Laufbahn
Von 1986 bis 1993 studierte Athanasios Vafeidis an der Nationalen Technischen Universität Athen (NTUA) und schloss sein Studium mit dem "Master of Engineering"  im Bau- und Vermessungsingenieurwesen ab. 1993 bis 1994 studierte er an der University of London im King’s College und erlangte dort seinen Master in physischer Geographie. Von 1996 bis 2001 war er Promotionsstudent am King’s College und erhielt 1996 sein PhD in physischer Geographie. 2001 war er promovierter wissenschaftlicher Mitarbeiter des Überflutungsrisiko-Forschungszentrums an der Middlesex University. Seit 2004 ist Athanasios Vafeidis Gastwissenschaftler an der Universität Southampton und der Universität der Ägäis. 2008 erhielt er eine Professur für "Küstenrisiko-Management" am Institut für Geographie im Zuge des Exzellenzclusters "Ozean der Zukunft" an der Christian-Albrechts-Universität zu Kiel.

## Ehrungen und Auszeichnungen
- 1997 British Chevening Scholarship, British Council UK[1]

## Forschungsprojekte
- 2009 - 2012 "COMPASS - Comparative Assessment of Coastal Vulnerability to Sea-Level Rise"[1]

## Ausgewählte Publikationen
- K. Houghton, A. T. Vafeidis, B. Neumann, A. Proelss: Maritime Boundaries in a rising sea. In: Nat Geosci. Band 3, Nr. 11, 2010, S. 803–806, doi:10.1038/ngeo1029.
- A. T. Vafeidis, N. A. Drake, J. Wainwright: A proposed method for modelling the hydrologic response of catchments to burning with the use of remote sensing and GIS. In: Catena. Band 70, Nr. 3, 2007, S. 396–409.
- A. T. Vafeidis, N. A. Drake: A two step method for estimating the extent of burned areas with the use of coarse-resolution data. In: Int. J. Remote Sensing. Band 26, Nr. 11, 2005, S. 2441–2459.[1]